# Synaptura lusitanica
Synaptura lusitanica är en fiskart som beskrevs av De Brito Capello, 1868. Synaptura lusitanica ingår i släktet Synaptura och familjen tungefiskar.

## Underarter
Arten delas in i följande underarter:
- S. l. lusitanica
- S. l. nigromaculata